# Birdworld
Birdworld is een dierenpark in Bucks Horn Oak (East Hampshire), niet ver van Farnham, Surrey, Engeland. Het is het grootste vogelpark van het Verenigd Koninkrijk. Het park werd in 1968 geopend door Roy Harvey en zijn familie. In 1996 verkocht de familie het park aan de Haskins groep, die ook eigenaar is van het Forest Lodge tuincentrum en de Garden Style.

## Verblijven en dieren
Er zijn ongeveer 200 diersoorten in het park, waaronder meer dan 180 verschillende vogelsoorten. Veertig hiervan zijn bedreigde soorten, waaronder de balispreeuw, socorrotreurduif, zwart-witte lijstergaai, grijze kroonkraanvogel en de kea.
In het park zijn er twee verblijven voor pinguïns; Penguin Island voor Humboldtpinguïns en Penguin Beach voor Afrikaanse pinguïns. In het Terry Pratchett Owl Parliament, vernoemd naar schrijver Terry Pratchett, leven verschillende uilensoorten: sneeuwuil, holenuil, kerkuil en noordelijke witwangdwergooruil. Naast het verblijf voor de flamingo's, Flamingo Cove, ligt Seashore Walk, een verblijf voor kustvogels, zoals incasterns, Afrikaanse lepelaars en kluten. De Jenny Wren Farm is een kinderboerderij geopend in 1990 en huist een aantal boerderijdieren, zoals geiten, konijnen, wolvarkens en Whitefaced Woodland schapen. Andere soorten in het park zijn roze pelikaan, Forstens regenbooglori, groenvleugelara, kleine geelkuifkaketoe, emoe, nandoe, toekans en neushoornvogels. 